# I Call Your Name (песня The Beatles)
«I Call Your Name» — песня группы The Beatles. Написана в основном Джоном Ленноном, авторство указано как Леннон — Маккартни.

## Создание, запись и выпуск песни
Леннон написал песню до начала существования группы, в конце концов, назвавшейся The Beatles. В 1980 в интервью Дэвиду Шиффу Леннон вспоминал: «Это моя песня, написанная, когда ещё не было никаких Beatles, никакой группы. Я её просто придумал. Это моя попытка сочинить что-то в стиле блюза; а „бридж“ (middle eight) для неё написан был, уже когда планировалось включить её в альбом несколькими годами позже. Первая часть была написана ещё до Гамбурга. Это одна из моих первых попыток написать песню». (англ. That was my song, when there was no Beatles and no group.  I just had it around.  It was my effort as a kind of blues originally, and then I wrote the middle eight just to stick it in the album when it came out years later.  The first part had been written before Hamburg even.  It was one of my first attempts at a song.) Время создания основной части песни датируется приблизительно мартом или апрелем 1957 года, когда у Джона Леннона появилась его первая гитара, до или во время создания его первой группы The Quarrymen.
В 1963 Леннон отдал песню Билли Дж. Крамеру (англ. Billy J. Kramer), выступавшему с группой The Dakotas — ещё одной группой из Ливерпуля, которая подписала контракт с лейблом Parlophone и работала над записями с Джорджем Мартином. Крамер выпустил песню на стороне «Б» сингла, где на стороне «А» была выпущена ещё одна песня авторства Леннона и Маккартни — «Bad to Me».
Леннону не понравилась аранжировка, которую записали The Dakotas; также он не был доволен тем, что песню поместили на менее «престижную» сторону «Б» сингла. Таким образом, 1 марта 1964 The Beatles записали свою версию песни. На записи Джордж Харрисон играл на 12-струнной 'электрогитаре Rickenbacker 360/12; это была первая запись, где впоследствии знаменитая модель гитары звучала впервые в мире.
Есть несколько различий между монофоническим и стереофоническим миксами песни в записи The Beatles: несколько отличаются вступительные гитарные риффы, а также на моно-миксе ковбелл вступает раньше, чем на стерео-миксе.
Песня впервые была издана в США лейблом Capitol Records на альбоме The Beatles' Second Album (выпущен 10 апреля 1964), чуть позднее — в Великобритании на мини-альбоме Long Tall Sally (выпущен 19 июня 1964). Песня вошла также в изданный в 1988 сборник Past Masters.
«Бридж» (англ. middle eight) в песне является первой попыткой The Beatles написать музыку в стиле «ска».
Планировалось включить песню в саундтрек фильма A Hard Day’s Night, но режиссёр фильма Ричард Лестер убрал её оттуда.

## Состав участников записи
- Джон Леннон — вокал, ритм-гитара
- Пол Маккартни — бас-гитара
- Джордж Харрисон — соло-гитара
- Ринго Старр — барабаны, ковбелл
- Джордж Мартин — продюсер записи
- Норман Смит — звукорежиссёр

Дается по Иэн Макдональд

## Кавер-версии
- The Mamas & the Papas записали кавер-версию песни в 1966 для своего дебютного альбома If You Can Believe Your Eyes and Ears. Песня в этой записи заканчивается фразой «I call your name… ye-ah!»[9] (в подражание широко известному «битловскому» «Yeah, yeah, yeah» из песни «She Loves You»).
- Ринго Старр в 1990 записал версию песни для телевизионного шоу, посвященного 10-й годовщине смерти Джона Леннона, а также 50-летию рождения Джона. В записи, спродюсированной Джеффом Линном, участвовала «супергруппа», в которую вошли Джефф Линн, Том Петти, Джо Уолш и Джим Келтнер.